# Jacques Perret (philologue)
Pour les articles homonymes, voir Jacques Perret et Perret.
 Jacques Perret (1906-1992) est un philologue et latiniste français, professeur à la Faculté des lettres de Paris dans les années 1948-1971. Agrégé de grammaire, docteur ès lettres, il fut aussi théologien catholique.
Il fut le premier à donner au mot « ordinateur » son sens aujourd'hui le plus commun de machine informatique, proposant cette traduction de l'anglais computer à IBM France dans une lettre du 16 avril 1955, qu'il adresse à Christian de Waldner, directeur d'IBM France.

## Jacques Perret et les origines troyennes de Rome
Jacques Perret a consacré sa thèse de doctorat à l'examen de la légende des origines troyennes de Rome. Il soutient que cette légende se serait constituée à une date relativement tardive (début du IIIe siècle av. J.-C.). La première expression littéraire de la légende se trouverait chez Timée de Tauroménion, auteur d'une Histoire du roi Pyrrhus, avant d'être adoptée par Fabius Pictor et Naevius et progressivement développée par divers auteurs jusqu'à sa forme épique définitive dans l'Énéide de Virgile. Timée en aurait puisé la matière dans les Mémoires de Pyrrhus. Lorsque, en 281 av. J.-C., les ambassadeurs de Tarente furent reçus par le roi et lui demandèrent assistance dans leur guerre contre Rome, le souvenir de la prise de Troie s'empara de l'esprit de Pyrrhus et il se vit, lui le descendant d'Achille, en champion des Grecs et de l'hellénisme combattre une nouvelle Troie. Selon Jacques Perret, c'est dans cette vision du roi d'Épire que la légende trouverait son origine.
Les critiques ont en général salué l'étendue de son érudition, la minutie de ses démonstrations, ses hypothèses brillantes et son talent de dialecticien, mais n'ont pas été pleinement convaincus par sa thèse qui est, au minimum, « indémontrable ».

## L'invention du mot «ordinateur»
Le latiniste Jacques Perret est connu en dehors du monde de la philologie classique pour l'invention du mot « ordinateur ». En 1955, à l'initiative de François Girard, un de ses anciens étudiants devenu responsable de la publicité chez IBM France et de Christian de Waldner, président d'IBM France, il propose le mot « ordinateur » comme équivalent de l'anglais computer. Le terme est retenu par IBM et rapidement adopté par le grand public.

## Publications

### Livres
- Pour une étude de « l'idée de Rome ». La légende des origines de Rome, 1932.
- Siris, recherches critiques sur l'histoire de la Siritide avant 433-2, Paris, Les Belles Lettres, 1941, 306 p. (thèse complémentaire).
- Les Origines de la légende troyenne de Rome, 281-31, Paris, Les Belles Lettres, 1942, XXX-678 p. (thèse principale).
- Latin et culture, 1948.
- Recherches sur le texte de « la Germanie », 1950.
- Virgile : l'homme et l'œuvre, 1952.
- Le Verbe latin, 1956.
- Horace, 1959.
- Inquiète Sorbonne, Paris, Hachette, 1968.
- Ressuscité ? : approche historique, FAC éditions, 1984.
- Les Accomplissements de la vie éternelle, 1989.

### Traductions
- Saint Augustin, La Cité de Dieu, texte latin et traduction française avec une introduction et des notes par Jacques Perret, Tome II, 1946
- Tacite, La Germanie. Texte établi et traduit par Jacques Perret, 1949.
- Virgile, Les Bucoliques. Édition, introduction et commentaire de Jacques Perret, 1961.
- Virgile, Énéide, 1974, 1977, 1978, 1980, 1981, 1993.

- Prix Jules-Janin 1980 de l’Académie française